# Критон (Платон)
Критон (др.-греч. Κριτων), или «О должном» (др.-греч. Περί Πρακτού), — философский трактат первой половины IV века до н. э. Вопрос об авторстве сочинения остаётся открытым. По одной версии его написал Платон, по другой — один из его учеников в качестве школьного сочинения. Диалог представляет собой разговор между Критоном и Сократом в тюрьме незадолго до казни последнего. Критон, подкупивший стражников, предлагает своему другу и учителю бежать, но тот, несмотря на лёгкость побега, категорически отказывается от спасения. Большая часть диалога представляет собой прозопопею — Сократ говорит от имени аллегорических фигур «Законов» и «Государства». Он высказывает мнение, что нарушение законов является разрушением государства.
Несмотря на давность написания, описанные в «Критоне» философские вопросы сохраняют свою актуальность, в частности: «Допустимо ли нарушать несправедливые законы?». Отношение к диалогу среди философов и учёных Нового и Новейшего времени противоречиво. Одни видят в нём пересказ мыслей и/или разговора реального «исторического» Сократа, другие — полемику Платона с софистами, третьи — один из первых источников по философии права. Существует и мнение о поверхностном характере сочинения, которое должно было лишь оправдать Сократа перед согражданами.

## Место, время и обстоятельства
Действие диалога происходит в афинской тюрьме. В 399 году до н. э. на Сократа подали в суд. Общая формула обвинения, зафиксированная у Диогена Лаэртского, звучала как «Сократ повинен в том, что не чтит богов, которых чтит город, а вводит новые божества, и повинен в том, что развращает юношество; а наказание за то — смерть». Суд из 501 афинских граждан-гелиастов встал на сторону обвинителей и приговорил философа к смерти. За день до суда из Афин на Делос был отправлен священный корабль. До тех пор, пока он не вернётся, город должен был оставаться «чистым». Ни один смертный приговор не мог быть приведён в исполнение. Согласно тексту диалога, к Сократу в тюрьму пришёл его давний друг и ученик Критон. Он сообщил осуждённому на казнь, что вечером ожидается прибытие корабля из Делоса, и соответственно завтра Сократу должны дать чашу с ядом. Критон предложил ему бежать в Фессалию. Там у Критона, с его слов, много верных друзей, которые позаботятся о Сократе. Побег представляется несложным, так как стража подкуплена Критоном и двумя фиванскими учениками Сократа Симмием и Кебетом.
По версии Диогена Лаэртского, инициатива организации побега Сократа из тюрьмы исходила от Эсхина Сократика. По утверждению из данного источника Платон приписал её Критону, так как недолюбливал Эсхина.

## Композиция
Вступление
Критон приходит в тюрьму к Сократу ночью. Он не будит своего друга и учителя, а дожидается пока тот проснётся. Сократ удивляется раннему визиту и интересуется его причиной. Тогда Критон сообщает, что, по слухам, вечером из Делоса должен вернуться корабль, и соответственно завтра Сократу дадут чашу с ядом. Сократ воспринимает известие спокойно и говорит о вещем сне, согласно которому корабль следует ожидать в Афинах на следующий день.
Аргументы Критона в пользу бегства Сократа из тюрьмы
Критон говорит, что если он не поможет своему лучшему другу, то потеряет уважение большинства. А оно, как видит Сократ на своём примере, способно причинять великое зло. На это Сократ отвечает, что большинства бояться не надо, так как оно не способно не только на большое зло, но и на большое добро. Тогда Критон делает предположение, что Сократ не хочет поставить под удар своих друзей и ввести их в большие затраты. Он подчёркивает, что стража просит небольшие деньги, да и другие ученики хотят внести свой вклад в освобождение учителя. Критон совершенно не опасается доносчиков, которых подкупить ещё легче, чем стражу. Также он говорит о своих верных друзьях в Фессалии, которые с радостью примут Сократа.
Критон подчеркивает, что остаться в тюрьме и принять смерть так же несправедливо, как и решение суда. Кроме этого он просит Сократа подумать о собственных детях, которые останутся сиротами. Ответ Сократа построен на убеждении, что жить надо справедливо. Всё остальное, в том числе и мнение большинства, не следует принимать в расчёт.
Речь «Законов» в поддержку возражений Сократа
Сократ предлагает посмотреть на ситуацию следующим образом. Во время побега на пути Сократа и Критона встали аллегорические фигуры «Законы» и «Государства». Они спрашивают беглецов о том, как «может стоять целым и невредимым то государство, в котором судебные приговоры не имеют никакой силы, но по воле частных лиц становятся недействительными и уничтожаются?» На это можно возразить, что бегством устраняется несправедливость судебного приговора. На это «Закон» и «Государство» отвечают, что такое действие противоречит договору. Сократ, которому исполнилось 70 лет, родился, получил образование и вырос в государстве с его законами. Он имел все возможности уехать, если бы они его не устраивали. Ему также была дана возможность инициировать изменения законов. Тот, кто остаётся в государстве берёт на себя обязательство повиноваться его законам, в том числе «если оно приговорит его к чему-то» или пошлёт на войну.
Нарушение законов, в том числе и побег, будет несправедливостью. Нарушение законов приведёт к репрессиям в отношении детей Сократа. Более того, переехав на чужбину, он будет уже «разрушителем законов» и соответственно «развратителем молодёжи». В Фессалии он уже не сможет жить привычной жизнью. В любом споре Сократу припомнят о нарушении отечественных законов. Максимум, что ему останется, так это наслаждаться едой, как если бы он приехал в гости на пир. Под конец «Государство» и «Законы» советуют Сократу отказаться от побега, так как этой несправедливостью он не обретёт счастья, а лишь причинит зло не только себя, но также друзьям и Отечеству.
Заключение
Слова «Законов» и «Государства» представляются Сократу более весомыми по сравнению с аргументами Критона. Философ отказывается от возможности продлить жизнь и бежать из тюрьмы.

## Авторство и время написания
Если время действия и обстоятельства диалога понятны, то вопросы о дате его написания и даже авторства являются открытыми. В зависимости от ответов учёные делают разные выводы относительно аутентичности образа и мыслей Сократа в «Критоне». Если трактат представляет «ранний» диалог Платона, то скорее всего он передаёт «истинного» Сократа; «средний» — может быть использован при описании Сократа, но с серьёзными оговорками; «поздний» — представляет литературный вымысел. Если же сочинение написано не Платоном, а кем-то из его учеников, то и отношение к нему должно быть соответствующим.
В сохранившемся до наших дней Платоновском корпусе «Критон» — третий диалог первой тетралогии, которая также включает трактаты «Евтифрон», «Апология Сократа» и «Федон». Именно так расположил сочинения Платона Трасилл в I веке. В античности существовали и другие хронологии трактатов, но именно систематизация Трасилла оказала наибольшее влияние на исследователей наследия Платона. Традиционно «Критона» относили к наиболее ранним сочинениям Платона, которое он написал после «Апологии Сократа». Обоснованием для такого утверждения является тематическая близость диалогов. Если в «Апологии» описан суд над Сократом, то в «Критоне» — его пребывание в тюрьме. Однако такой подход не может быть признан убедительным.
Современные антиковеды ставят под сомнение не только положение о «раннем» написании диалога Платоном, но и его авторство. Такие выводы они делают во многом исходя из литературоведческого анализа сочинения. Недоумение вызывают различия в образе Сократа в «Апологии» и «Критоне». Если в «Апологии» на вершине иерархии находится Бог, то в «Критоне» — обезличенная Справедливость или Законы. В «Апологии» Сократ с гордостью рассказывал как отказался подчиниться руководителям Афин, когда они приказали ему арестовать Леонта Саламинского, то есть нарушил Закон. В «Критоне» говорится, что Закон следует выполнять вне зависимости от того справедлив он или нет. Такие разночтения образа Сократа в двух «ранних» диалогах антиковеды объясняют по-разному. Существует множество версий. Так, к примеру, одни считают, что Сократ в «Критоне» лишь успокаивал своего друга, другие видят различия законов в «Апологии» и «Критоне» … Версия о «позднем» происхождении «Критона» разрешает данную проблему. «Критоновское» отношение к Законам характерно для позднего, а не раннего периода творчества Платона.
Впервые аутентичность «Критона» подверг сомнению финский историк Х. Теслефф в своём исследовании 1982 года «Studies in Platonic Chronology». Он доказывал, что автором трактата является один из учеников Платона, а сам диалог написан в качестве школьного сочинения. Аргументы в пользу неаутентичности «Критона» можно просуммировать следующим образом:
- диалог несамостоятелен как в литературном, так и в содержательном плане;
- композиция диалога характерна не для сочинений Платона, а для школьных упражнений;
- диалог напоминает другие неаутентичные трактаты, которые приписывали Платону.

## Интерпретация и философское содержание
В самом начале диалога, где Сократ пересказывает свой вещий сон, Платон подчёркивает сверхчеловеческие черты Сократа. Во сне к Сократу явилась женщина в белых одеждах, которая предрекла философу возвращение домой на третий день. В этих строках можно увидеть намёк на то, что родной дом души Сократа рядом с богами. Критон описан человеком мужественным и в то же время практичным и щедрым.
Первый аргумент Критона о том, что в смерти Сократа обвинят друзей, которые не пожелали его спасти, представляет особенности жизни в античном демократическом полисе. Так как толпа может причинить зло, то с её мнением следует считаться. Обратное будет, по мнению Критона, безумием. Таким образом, Сократ своим отказом не только ставит под удар собственную жизнь, но и навлекает позор на своих друзей. Философ отвергает этот аргумент утверждением, что толпа, несмотря на свою многочисленность, не способна причинять ни большого зла, ни большого добра.
В диалоге «Критон» рассматривается противоречие между «внутренней правдой и законом». Сократ выбирает «закон». Русский философ В. С. Соловьёв (1853—1900), хоть и не согласился с тем, что «закон» имеет приоритет над общечеловеческими ценностями, оправдал Сократа. Также, он попытался воспроизвести мотивы Сократа: «Во-первых он находил, что спасать бегством тот малый остаток жизни, на который он, как 70-летний старец мог рассчитывать, было бы постыдным малодушием … Во-вторых, Сократ находил, что гражданин должен приносить в жертву своё личное благо отечественным законам, хотя бы несправедливым, ради сыновнего благочестия». При этом В. С. Соловьёв подчёркивал, что в случае с Сократом речь шла о столкновении личного права с гражданской обязанностью. В данной ситуации Сократ пожертвовал личным правом, хоть и имел все основания поступить противоположным образом. Защищать или не защищать свою жизнь — личное дело каждого. Однако в том случае, когда гражданская обязанность противоречит нравственным обязанностям предпочтение следует отдать принципу «слушаться Бога больше, чем человеков».
В решении Сократа можно выделить три аргумента, которые американский политолог К. Джонсон назвал аргументами «вреда», «почтения» и «согласия». Первый «аргумент вреда» заключается в том, что своим побегом он «погубит законы и государство», которые не смогут существовать, если судебные решения не будут исполняться. Критон приводит контраргумент, что несправедливость закона позволяет поступить несправедливо по отношению к закону. На это Сократ возражает, что нельзя отвечать несправедливостью на несправедливость, а также, что необходимо выполнять все законы, а не исключительно те, которые конкретный гражданин считает справедливыми.
«Аргумент почтения» основан на сравнении отношений гражданина и государства, как ребёнка и родителей, либо раба и господина. Ослушание будет невыполнением сыновнего долга перед Государством, которое его взрастило и воспитало. В данном случае выполнение законов воспринимается неотъемлемой частью патриотизма — любви к своему Отечеству, которая напоминает любовь ребёнка к родителям.
Третий «аргумент согласия» состоит в том, что гражданин своим пребыванием в государстве соглашается с его законами. Противное — несправедливо втройне «тем, что не повинуется нам … дав согласие нам повиноваться … и не старается переубедить нас, когда мы делаем что-нибудь нехорошо, и, хотя мы предлагаем, а не грубо приказываем исполнять наши решения и даём ему на выбор одно из двух — либо переубедить, либо исполнять — он не делает ни того ни другого». Данный аргумент предполагает два условия. Первое — возможность воздействовать на процесс принятия и изменения законов, которая на практике весьма иллюзорна. Второе — возможность в любой момент забрать своё имущество и уехать, что также не всегда возможно. Обращает на себя внимание несогласованность второго и третьего аргументов. Ребёнок не имеет возможности по первому желанию покинуть родителей, а раб — хозяина.
Такая позиция Сократа может быть воспринята как поощрение несправедливости. Одновременно необходимо усматривать различие между поощрением несправедливости и согласием быть его жертвой. В современном обществе гражданское неповиновение признано допустимым. В своё время это было зафиксировано на Нюрнбергском процессе. Осуждённые нацистские преступники не шли против законов и судопроизводства своего государства, а, даже наоборот, следовали им неукоснительно и с полной самоотдачей. После поражения Третьего рейха их действия рассматривали с точки зрения высшего правосудия, а не законодательства отдельного государства.

## Влияние и оценки
В сочинении «О государстве» Цицерон приводит своё понимание смысла платоновского «Критона»: «отечество породило, вернее, взрастило нас не с тем, чтобы не ждать от нас никакой поддержки и только, служа нашим выгодам, создавать для нас безопасное убежище для жизни на досуге и спокойное место для отдохновения, но для того, чтобы оно само, себе на пользу, взяло в залог многие и притом величайшие силы нашего духа, ума, мудрости».
Диалог «Критон» можно рассматривать в качестве атаки на софистику. Сократ в данном случае является идеальным «контрпримером» того, как бы поступил в подобной ситуации софист. Отличительной чертой их философского поиска было пренебрежительное отношение к законам. Они считали, что личные потребности имеют приоритет. В парадигме софистов законы следовало использовать для собственной пользы, а не выполнять. Один из «старших» софистов Антифонт даже сделал практический вывод — следовать законам лишь тогда, когда находишься на виду.
Сцена из «Критона», где Законы и Государство убеждают в недопустимости побега и нарушения закона, повлияла на идеи Дэвида Юма и Джона Локка. Эти философы повторили тезис Платона о происхождении политических сообществ из молчаливого согласия всех людей, которые в них состоят. В одном из своих эссе «О первичном договоре» Д. Юм писал: «[Сократ] отказывается бежать из тюрьмы, потому что он негласно обещал подчиняться законам». В данном случае «негласно обещал» соответствует «молчаливо согласился».
Оценки диалога среди философов и учёных Нового и Новейшего времени разнятся. Немецкий философ Ф. Шлейермахер (1768—1834) считал, что «Критон» представляет не литературное философское произведение, а пересказ реального разговора между Сократом и одним из его учеников. Схожую мысль о том, что в диалоге описаны мысли самого Сократа, высказывал Карл Поппер. Ульрих фон Виламовиц-Мёллендорф не нашёл в диалоге глубоких философских мыслей. По мнению учёного, Платон, изобразив учителя законопослушным гражданином, оправдывал Сократа перед афинянами. Р. Э. Аллен считал диалог шедевром и одним из первых источников по философии права. Согласно Р. Гвардини в «Критоне» Платон утверждал, что этическая норма существует сама по себе и ей необходимо следовать вне зависимости от каких-либо внешних факторов. П. Слотердайк считал, что в Критоне Платон создал «новый образ жизни в поисках истины» («eine neue Lebensform der Wahrheitssuche»). Для Сократа жизнь представляет философский диспут, оценку каждого действия с точки зрения собственных максим о понятиях добра и зла. Критон пытается сохранить учителю жизнь, в то время как Сократ посвящает свои последние дни поиску истины.
Вне зависимости от оценки философского содержания большинство учёных отмечали высокий художественный уровень сочинения. П. Шори и У. Гатри считали его шедевром. Филолог Т. А. Слезак подчёркивал, что в «Критоне» философская аргументация, язык и образы персонажей тщательно согласованы между собой. К. Хильдебрандт отметил «ощущение великой безмятежности», которое возникает при прочтении диалога. Франц фон Кучера охарактеризовал диалог как прекрасно написанное сочинение с особой атмосферой и особым отношением Сократа к жизни.

## Переводы и публикации
Наиболее старая сохранившаяся рукопись с текстом «Критона» относится к концу IX века. Она была написана в Византийской империи. В Средние века «Критон» был переведен на арабский. Впервые на латынь его перевёл Леонардо Бруни лишь в первой половине XV века. Впоследствии он счёл первоначальный перевод неудовлетворительным и переработал к 1427 году. Леонардо Бруни впечатлила аргументация персонификации Законов в «Критоне», которую он воспроизвёл в собственном произведении «De militia». Второй по времени перевод «Критона» на латынь был осуществлён Ринуччо да Кастильоне. Третьим стал перевод «Критона» гуманиста и философа Марсилио Фичино. Именно он был опубликован впервые в 1484 году, в составе других произведений Платона. Первое печатное издание на древнегреческом было подготовлено учёным и одним из самых значительных филологов эпохи Возрождения М. Мусуросом в числе других сочинений Платона, а затем издано книгопечатником Альдом Мануцием в 1513 году в Венеции.
Впоследствии диалог неоднократно переиздавали в оригинале и переводах на различные языки, в том числе в составе серий Collection Budé и Loeb Classical Library.
На русском языке «Критон» был впервые опубликован в 1861 году в переводе А. С. Клеванова, а затем в 1863 году в переводе В. Н. Карпова. Также диалог неоднократно издавали в переводах С. В. Мышецкого (1900 год), В. С. Соловьёва (1899), М. С. Соловьёва (1903) и С. А. Жебелёва (1923).